# Parafia św. Urszuli w Krępej
Parafia św. Urszuli w Krępej – parafia rzymskokatolicka, znajdująca się w Krępej w archidiecezji częstochowskiej, w dekanacie Sulmierzyce.